# ゲオルギオス・ツォラコグル

ゲオルギオス・ツォラコグル

ゲオルギオス・ツォラコグル（希: Γεώργιος Τσολάκογλου; ラテン文字転写: Georgios Tsolakoglou、1886年4月 - 1948年5月22日）は、ギリシャの軍人、政治家。枢軸占領下のギリシャ国の初代首相。

## ギリシャ軍将校
1912年7月7日、歩兵少尉として士官学校を卒業し、第4連隊に配属された。第一次バルカン戦争では、アラソニヤ (エラソナ)、クルク峠 (サランタ峠)、イェニジェの戦いに、第二次バルカン戦争ではキルキス－ラハナ、デミル・ヒサール (スィディロカストロ)、ゴルナ・ジュマヤ (ブラゴエヴグラト)の戦いに参加した。第一次世界大戦ではストルマ戦線で従軍した。その後、対ソ干渉戦争ではウクライナ戦線で従軍し、小アジア遠征には、エヴゾン1/39大隊の指揮官として参加し、1922年8月のトルコ軍の大攻勢時には第4師団長の任にあった。イタリア・ギリシャ戦争では、1940年10月から1941年4月まで第3軍団司令官を、1941年4月から西マケドニア軍司令官を務めた。

## 枢軸軍への降伏
1941年4月23日、ドイツ・イタリアとの和平協定に署名（ドイツ側代表アルフレート・ヨードル、イタリア側代表A.フェレッロ）。

## ギリシャ国首相
1941年4月30日、枢軸占領当局によりギリシャ国の首相に任命された。ゲオルギオス・バコスは国防大臣、パナギオティス・デメスティカス は内務大臣、ヴィルヘルム・リストの姪 (妹の娘) と結婚していたコンスタンティノス・ロゴセトプロスは副首相兼教育大臣を務めた。1942年10月、「経済状態の悪化とそれにともなう内政の難局を克服する責任を負えない」との理由で辞表を提出した。1942年12月2日、コンスタンティノス・ロゴセトプロスと交代した。
終戦後に逮捕され、ギリシャ軍法会議により死刑を宣告されたが、終身刑に変えられた。1948年5月22日に白血病のため獄中で死亡した。